# Sierra de Alcubierre
La sierra de Alcubierre es una pequeña serranía situada en el límite occidental de Los Monegros (Aragón, España).
Se extiende a lo largo de 40 km en el límite de las provincias de Zaragoza y Huesca, desde los Llanos de la Violada al noroeste hasta las inmediaciones de La Almolda. Se encuentra declarada Lugar de Interés Comunitario (LIC) y Zona de Especial Protección de las Aves (ZEPA), por lo que aparece reflejada en el registro europeo de espacios protegidos de la Red Natura 2000.

## Descripción
Constituye una zona subdesértica, siendo el relieve más destacado de la depresión del Ebro.
Forma la divisoria de aguas entre la cuenca inferior del río Gállego y la del río Flumen.
Presenta una serie de formaciones carbonatadas y dentríticas que, subhorizontales, se corresponden con un aparato sedimentario lacustre de enorme extensión, apenas alterado por accidentes tectónicos (pliegues y fallas). Los agentes naturales externos —agua y viento fundamentalmente— han configurado un paisaje de lomas, pequeños relieves tabulares, áreas llanas a veces endorreicas, barrancos y cárcavas y típicos valles de fondo plano, sin cauces definidos. 
Sus mayores alturas son la Ermita de San Caprasio, de 834 metros, y Monte Oscuro, con 824 metros.  Otras alturas importantes son Torre Ventosa (786 m), la Manadilla (703 m), Puig Ladrón (699 m), la Corona de la Reina (629 m) y el Vedado (552 m), ambas estas últimas al norte de la sierra.

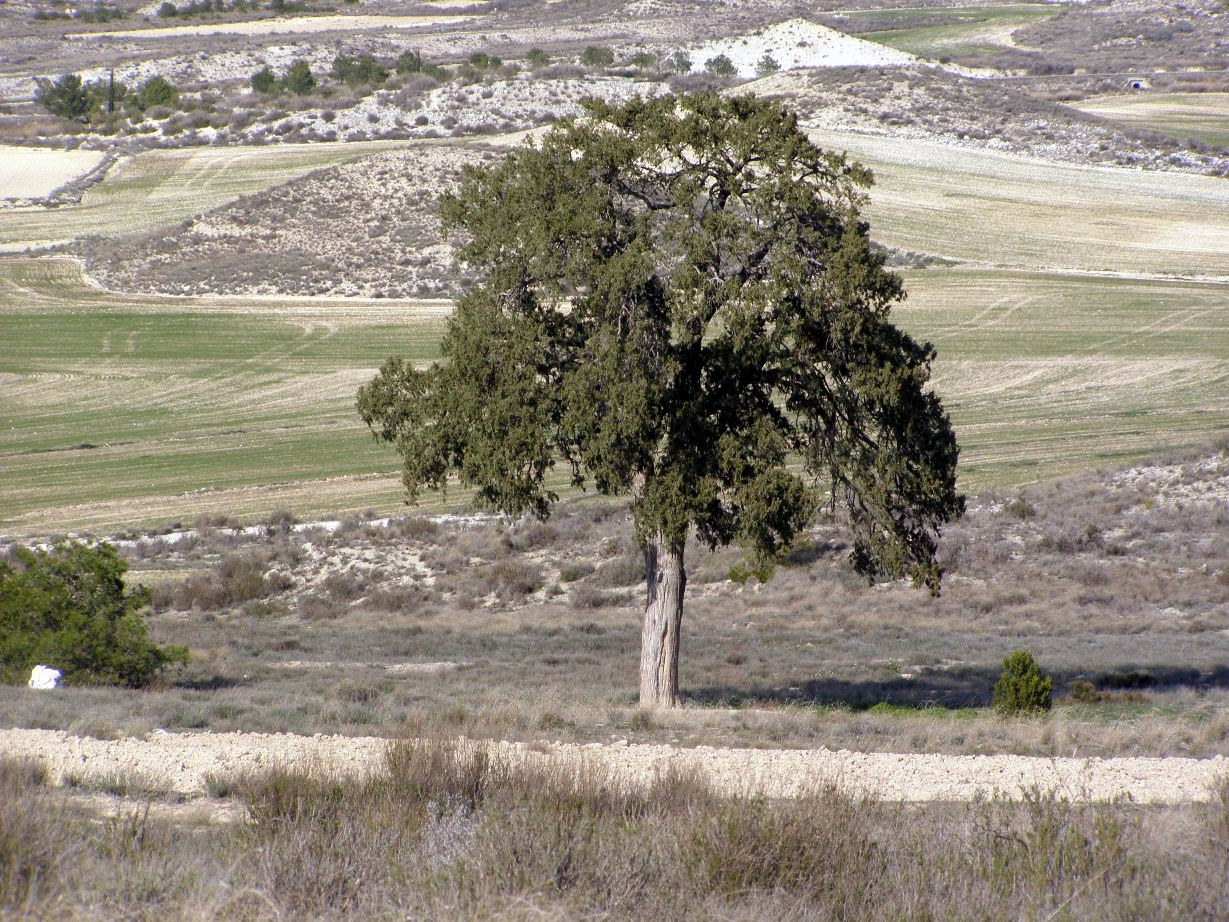
Sabina de Villamayor, árbol monumental de la zona.

Esta serranía comprende a su vez la Sierra Alta de Leciñena, los Montes de Perdiguera, la Sierra de Lanaja, la Sierra de Pallaruelo, la Sierra de Farlé, y la Sierra de Santa Quiteria, en orden de Noroeste a Sureste.

## Flora y fauna
Se dice que esta serranía, estaba poblada de frondosos bosques sobre todo de milenarias sabinas -formaciones que eran acompañadas de carrascas (como se conoce en Aragón a la encina), quejigos, madroños o enebros- y que fue talada para la construcción de las naves de la Armada Invencible a lo largo de su historia, entre otros menesteres. Asimismo, de este hecho pasado en relación con la gran calidad y espesura de sus bosques, derivó en la antigüedad el nombre de Monegros ("Mons negros" [sic] Montes negros). Como legado en la historia natural de esta zona y de dichas formaciones, resiste incorrupto un ejemplar monumental de Juniperus thurifera bimilenario conocido como la Sabina de Villamayor, en las inmediaciones de la sierra. Con posterioridad, y principalmente durante el siglo XX, la Sierra de Alcubierre fue objeto de importantes repoblaciones forestales, en su mayoría con la especie Pinus halepensis, adaptada a las importantes condiciones de sequía de la zona, para evitar la degradación del suelo, y potenciar su recuperación como formación vegetal.

## Frente de Alcubierre

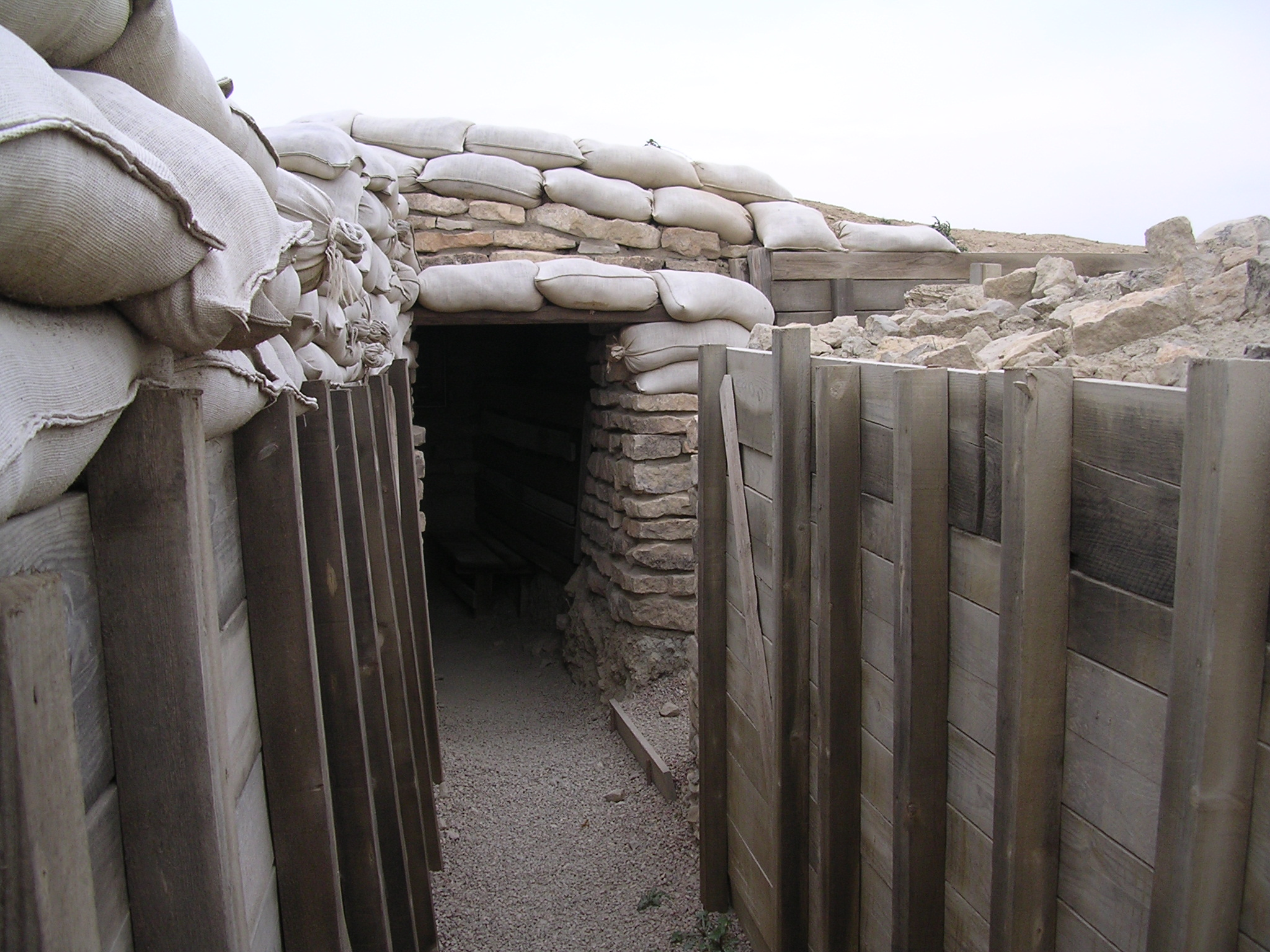
Trincheras de la posición de Monte Irazo, Ruta Orwell.

Comprende pues un lugar estratégico en la historia de Aragón por su situación geográfica. Así, entre otros vestigios consecuentes de ello, se pueden encontrar en las proximidades del Puerto de Alcubierre las trincheras de sendas facciones batallantes en la guerra civil española, en el llamado Frente de Alcubierre (parte del Frente de Aragón), punto clave para la anhelada toma de la ciudad de Zaragoza por las tropas leales a la República, hecho que finalmente nunca llegó a producirse. Así, fue descrita esta zona del frente, entre otros, por George Orwell en su libro Homenaje a Cataluña, personalidad que combatió en estos puestos defensivos en las filas del POUM, concretamente en dos de las trincheras antifascistas monegrinas, primero en la de "Monte Pucero", y sobre todo en la posición de "Monte Irazo". Esta última, situada entre la "Paridera del Pucero" y la "Subida de Antón", fue rebautizada desde este hecho como "Ruta Orwell" o "Loma Orwell", como se puede encontrar en ciertas cartografías. En los montes Irazo y Pucero se asentó el POUM desde el inicio del conflicto hasta febrero de 1937, siendo relevado por las fuerzas socialistas y comunistas de la columna «Carlos Marx», cuyo cuartel general se había establecido en Tardienta. La posición fue rebasada y abandonada en marzo de 1938, cuando el ejército franquista rompió el frente de Aragón en su avance hacia Cataluña. Restaurada 70 años después del conflicto ha sido objeto de varios actos vandálicos, aun así, son dignas de visitar junto con otras posiciones del Frente de Alcubierre, como la de "Las Tres Huegas" y la de "Santa Quiteria".